# Dunseith
Dunseith é uma cidade localizada no estado norte-americano de Dacota do Norte, no Condado de Rolette.

## Demografia
Segundo o censo norte-americano de 2000, a sua população era de 739 habitantes.
Em 2006, foi estimada uma população de 750, um aumento de 11 (1.5%).

## Geografia
De acordo com o United States Census Bureau tem uma área de
2,6 km², dos quais 2,6 km² cobertos por terra e 0,0 km² cobertos por água. Dunseith localiza-se a aproximadamente 632 m acima do nível do mar.

## Localidades na vizinhança
O diagrama seguinte representa as localidades num raio de 24 km ao redor de Dunseith.